# Bayan (Lombok Utara)
Bayan is een bestuurslaag in het regentschap Noord-Lombok van de provincie West-Nusa Tenggara, Indonesië. Bayan telt 4477 inwoners (volkstelling 2010).